# Mordkommission Istanbul
Mordkommission Istanbul war eine ARD-Kriminalfilmreihe nach den Özakın-Romanen der ZDF-Moderatorin Hülya Özkan. Protagonist der Reihe war der von Erol Sander verkörperte Kommissar Özakın, der von seinem Assistenten Mustafa Tombul (Oscar Ortega Sánchez) bei seinen Ermittlungen unterstützt wurde. Die Handlung spielt überwiegend in der türkischen Metropole Istanbul, die letzten Folgen spielen in Thailand und Griechenland.
Die Reihe startete am 2. Oktober 2008 mit der Folge Die Tote in der Zisterne. Im November 2019 gab die Geschäftsführerin der ARD Degeto Christine Strobl bekannt, dass 2020 die letzte Folge in Südafrika gedreht und die Reihe eingestellt werden soll.

## Hintergrund
Der Pilotfilm der Reihe Die Tote in der Zisterne ist die Verfilmung des zweiten Özakın-Romans Istanbul sehen und sterben aus dem Jahr 2007. Bei seiner Fernseh-Ausstrahlung erreichte er mit einem Marktanteil von 20,7 Prozent fast sechs Millionen Zuschauer.
Aufgrund der hohen Einschaltquoten wurde die Reihe fortgesetzt. Im April 2009 begannen die Dreharbeiten zur Verfilmung des ersten Romans (2006) Mord am Bosporus; der Film wurde im Herbst 2009 im Ersten ausgestrahlt.
Regie in der ersten Folge führte Michael Steinke, in der dritten Helmut Metzger und in den Folgen 2 sowie 4 bis 9 Michael Kreindl sowie in den Folgen 10 und 11 Thorsten Schmidt. Für die Episoden 12 bis 14 wurde Thomas Jauch verpflichtet.
Im September 2016 wurde unter dem Titel Im Zeichen des Taurus die erste Doppelfolge der Reihe gesendet. Mit der am 25. Dezember 2018 erstgesendeten Folge Einsatz in Thailand entstand eine weitere Doppelfolge mit einer Länge von 180 Minuten.

## Drehorte
Die Reihe wurde bis 2016 mit deutschen, deutsch-türkischen und türkischen Schauspielern an Originalschauplätzen in Istanbul und Umgebung gedreht. Die Innen- und Außenaufnahmen des Istanbuler Polizeipräsidiums in den Folgen 1 bis 18 wurden am historischen Gebäude des İstanbul Erkek Lisesi im Istanbuler Stadtteil Fatih gedreht, das für diese Zwecke mit Requisiten und Komparsen als Polizeipräsidium umdekoriert wurde.
Aufgrund mehrerer Terroranschläge und der angespannten Situation vor Ort wollten ARD und die Produktionsfirma Ziegler Film die Sicherheit des Teams jedoch nicht gefährden und verlegten die Produktion zunächst ins etwa 320 km entfernte Izmir und 2017 schließlich nach Thailand.
Die Dreharbeiten für die letzte Folge Entscheidung in Athen erfolgten aus diesen Gründen von Oktober bis November 2020 unter der Regie von İsmail Şahin in Griechenlands Hauptstadt Athen.

## Besetzung

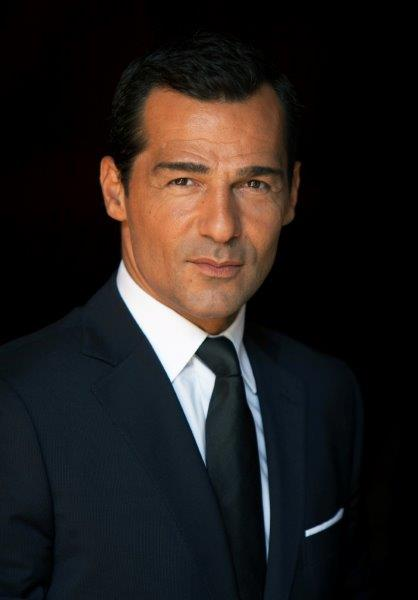
Erol Sander alias Mehmet Özakın

| Name           | Schauspieler                                    | Bemerkungen                                              | Folge    | Jahr            |
| -------------- | ----------------------------------------------- | -------------------------------------------------------- | -------- | --------------- |
| Mehmet Özakın  | Erol Sander                                     | Kriminalhauptkommissar                                   | 1–23     | 2008–2021       |
| Sevim Özakın   | İdil Üner, Sascha Laura Soydan (Folgen 4 und 5) | Ehefrau von Mehmet Özakın, später Ex-Frau                | 1–18, 23 | 2008–2017, 2021 |
| Mustafa Tombul | Oscar Ortega Sánchez                            | Assistent von Mehmet Özakın                              | 1–22     | 2008–2018       |
| Yılmaz         | Erden Alkan                                     | Dienstvorgesetzter von Mehmet Özakın (Sultan Had-Dorshd) | 1–14     | 2008–2015       |
| Dr. Kaya       | Defne Halman                                    | Dienstvorgesetzte von Mehmet Özakın                      | 14–22    | 2015–2018       |
| Dr. Bulut      | Turgay Doğan                                    | Rechtsmediziner                                          | 1–22     | 2008–2018       |
| Derya Güzel    | Melanie Winiger                                 | Rechtsmedizinerin                                        | 17–22    | 2017–2018       |
| Nur            | Eda Özerkan                                     | Nichte von Sevim Özakın                                  | 1–22     | 2008–2018       |

## Episodenliste
| Nr. | Name der Folge            | Erstausstrahlung in DE (Das Erste) | Ausstrahlung in AT (ORF 2) | Ausstrahlung in CH (SRF 1) |
| --- | ------------------------- | ---------------------------------- | -------------------------- | -------------------------- |
| 1   | Die Tote in der Zisterne  | 2. Okt. 2008                       | 19. März 2011              | 7. Jul. 2015               |
| 2   | Mord am Bosporus          | 5. Nov. 2009                       | 15. Mai 2010               | 14. Jul. 2015              |
| 3   | In deiner Hand            | 20. Nov. 2010                      | 3. Jun. 2011               | 21. Jul. 2015              |
| 4   | Die steinernen Krieger    | 18. Dez. 2010                      | 11. Jun. 2011              | 28. Jul. 2015              |
| 5   | Der Preis des Lebens      | 22. Jan. 2011                      | 18. Jun. 2011              | 4. Aug. 2015               |
| 6   | Blutsbande                | 24. März 2012                      | 30. Jun. 2012              | 11. Aug. 2015              |
| 7   | Transit                   | 20. Sep. 2012                      | 20. Sep. 2012              | 18. Aug. 2015              |
| 8   | Stummer Zeuge             | 11. April 2013                     | 24. Aug. 2013              | –                          |
| 9   | Rettet Tarlabasi          | 18. April 2013                     | 31. Aug. 2013              | –                          |
| 10  | Die zweite Spur           | 16. Okt. 2014                      | 28. Feb. 2015              | –                          |
| 11  | Das Ende des Alp Atakan   | 20. Nov. 2014                      | 11. Apr. 2015              | –                          |
| 12  | Der Broker vom Bosporus   | 14. Mai 2015                       | 14. Nov. 2015              | –                          |
| 13  | Ausgespielt               | 19. Nov. 2015                      | 27. Feb. 2016              | –                          |
| 14  | Club Royal                | 26. Nov. 2015                      | 18. Nov. 2017              | –                          |
| 15  | Im Zeichen des Taurus (1) | 8. Sep. 2016                       | 4. Feb. 2017               | –                          |
| 16  | Im Zeichen des Taurus (2) | 10. Sep. 2016                      | 4. Feb. 2017               | –                          |
| 17  | Ein Dorf unter Verdacht   | 12. Jan. 2017                      | 7. Okt. 2017               | –                          |
| 18  | Der verlorene Sohn        | 19. Jan. 2017                      | 4. Nov. 2017               | –                          |
| 19  | Der letzte Gast           | 15. März 2018                      | –                          | –                          |
| 20  | Tödliche Gier             | 22. März 2018                      | –                          | –                          |
| 21  | Einsatz in Thailand (1)   | 25. Dez. 2018                      | 6. Apr. 2019               | –                          |
| 22  | Einsatz in Thailand (2)   | 25. Dez. 2018                      | 6. Apr. 2019               | –                          |
| 23  | Entscheidung in Athen     | 29. Mai 2021                       | –                          | –                          |